# Фордс (Њу Џерзи)
Фордс (енгл. Fords) насељено је место без административног статуса у америчкој савезној држави Њу Џерзи.

## Демографија
По попису из 2010. године број становника је 15.187, што је 155 (1,0%) становника више него 2000. године.
| Група             | 2000.          | 2010.         |
| Белци             | 10.070 (67,0%) | 7.782 (51,2%) |
| Афроамериканци    | 891 (5,9%)     | 1.399 (9,2%)  |
| Азијати           | 2.421 (16,1%)  | 3.143 (20,7%) |
| Хиспаноамериканци | 1.388 (9,2%)   | 2.643 (17,4%) |
| Укупно            | 15.032         | 15.187        |